# Aeropuerto Internacional de Kosrae
Aeropuerto internacional de Kosrae (en inglés: Kosrae International Airport) es un aeropuerto que preste servicio a Kosrae, el estado más oriental de los Estados Federados de Micronesia. Se encuentra ubicado en una isla artificial en el arrecife a unos 150 metros de la costa y se conecta a la isla principal por una calzada.
El servicio de pasajeros sólo es prestado por United Airlines (anteriormente Continental Micronesia) con un servicio entre Guam y Honolulu, que atiende tres veces por semana en cada sentido. En la actualidad, se detiene en Kosrae sólo dos veces por semana en cada dirección. 

## Aerolíneas y destinos
| Aerolíneas           | Destinos                                          |
| -------------------- | ------------------------------------------------- |
| Caroline Islands Air | Chárter: Pohnpei                                  |
| United Airlines      | Chuuk, Guam, Honolulu, Kwajalein, Majuro, Pohnpei |